# Daniel Brand
Daniel Brand (né le 4 août 1935 et mort le 10 février 2015) est un lutteur américain ayant participé aux Jeux olympiques d'été de 1960 et aux Jeux olympiques d'été de 1964 en lutte libre. Il remporte la médaille de bronze en 1964.

## Palmarès

### Jeux olympiques
- Jeux olympiques de 1964 à Tokyo,  Japon
  -  Médaille de bronze